# Henrik Johan Fock
Henrik Johan  Fock, född 1676, död den 23 januari 1737 i Varberg, var en svensk militär. Han var far till Hans  Henrik, Jacob Constantin och Georg Wilhelm Fock.
Fock blev rustmästare vid Karelska infanteriregementet 1690, sergeant vid Savolax och Nyslotts läns infanteriregemente 1693, fänrik där 1696, kaptenlöjtnant vid
Tavastehus, Viborgs och Nyslotts läns tremänningsinfanteriregemente 1701 och kapten där samma år. Han sårades under Narva]s belägring och var sedan gisslan hos ryssarna i åtta månader. Fock kom 1705 om våren till Reval och begav sig därifrån till Blonie. Han blev kapten vid Taubes dragonregemente 1705, erhöll transport till Pommerska infanteriregementet 1706 och beviljades avsked 1709. Fock blev stadsmajor i Malmö 1714, major och kommendant på Dalarö skans samma år, överstelöjtnant och kommendant i Halmstad 1716, tilldelades överstes karaktär 1720 och beviljades avsked samma år. Han blev expektant vid Skaraborgs regemente 1724 och kommendant på Varbergs fästning 1735.